# Monarchomachowie
Monarchomachowie (tyranobójcy) – zwolennicy doktryny politycznej, obecnej w myśli politycznej XVI wieku, wzywający do oporu – albo nawet tyranobójstwa – władcy (szczególnie absolutnego), który wskutek swego postępowania, a w szczególności łamania prawa boskiego i prawa natury uważany był za osobę, która utraciła status prawowitego monarchy i stała się tyranem. W myśleniu ówczesnych nie wolno było obalić prawowicie panującego monarchy, ale można było pozbawić tronu tyrana. Tyran sam siebie pozbawiał bowiem prawa do zasiadania na tronie. Dlatego też należało tak postrzegać władcę, aby znaleźć uzasadnienie dla pozbycia się go. Myśl ta reprezentowana była zarówno przez kalwińskich protestantów w ogarniętej walkami religijnymi Francji, jak i katolickich radykałów, wpisujących tę ideę w działania kontrreformacyjne, zmierzające do usuwania heretyckich władców.
Głównymi przedstawicielami monarchomachów byli François Hotman, Teodor Beza, Stephanus Junius Brutus (pseudonim nieznanego autora), Szkot George Buchanan, hiszpański jezuita Juan de Mariana oraz katolicki teolog Jean Boucher. Jednym z głównych prac był traktat Vindiciae contra tyrannos S.J. Brutusa. Miano „monarchomachów” było pejoratywnie użyte w XVI wieku przez zwolennika absolutyzmu Williama Barclaya w dziele De regno et regali potestate adversus Buchananum, Brutum, Boucherium et reliquos monarchomachos. Termin ten wywodził się z greckich słów „μόναρχος” oraz „μάχομαι”.
Monarchomachowie głosili zasadę suwerenności ludu. Władza i suwerenność należą do ludu i są jedynie delegowane królowi na podstawie porozumienia. Jeśli lud (i tylko on) zdecyduje, że porozumienie to zostało złamane, dygnitarz-arystokrata (jako reprezentant ludu) ma prawo obalić złego władcę, a nawet pozbawić go życia. Wskazując, że lud sprawuje władzę przez swoich przedstawicieli, monarchomachowie byli też współtwórcami teorii przedstawicielstwa parlamentarnego. Byli więc zwolennikami prawa oporu. Uważali, jak Teodor Beza, że tyrania posiada trzy cechy: religijną (prześladowania religijne), prawną (łamanie praw królestwa) i polityczną (naruszanie dobra wspólnego) – przy czym ostatni wątek miał swoje odniesienie do Arystotelesa.
Ich poglądy przyczyniły się do osłabiania despotyzmu i samowoli monarchii w Anglii (zwłaszcza w okresie poprzedzającym wybuch rewolucji za Stuartów), Niderlandów (toczących boje z Habsburgami), a także Rzeczypospolitej Obojga Narodów, w której w XVII w. szlachta stopniowo stawiała się w opozycji do monarchii.